# Jack London (film)
Jack London, noto anche come The Story of Jack London, è un film statunitense del 1943 diretto da Alfred Santell.
Il film è basato su un libro di Charmian London, seconda moglie di Jack London.